# Araticum-do-brejo
Annona glabra, conhecida pelos nomes de araticum ou araticum-do-brejo, é uma árvore não-pioneira nativa das restingas brasileiras.
Está na lista oficial da flora ameaçada de extinção de São Paulo e do Rio Grande do Sul como criticamente em perigo.